# Skyglow

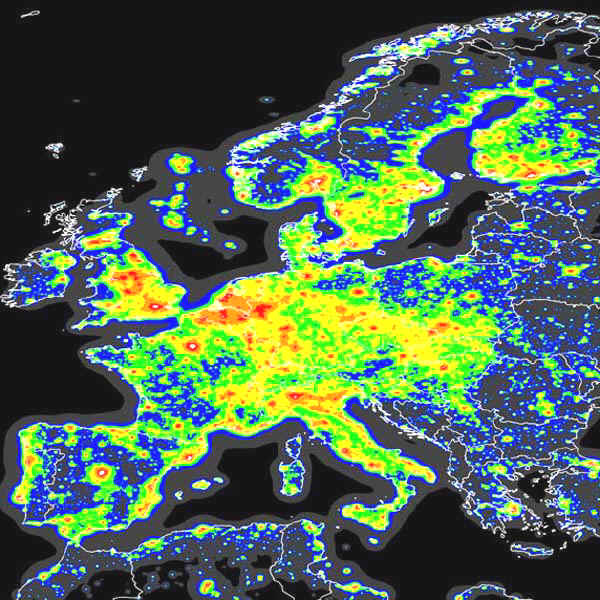
Falsas cores mostram a intensidade do skyglow de fontes de luz artificial sobre a Europa

Skyglow (ou sky glow) é um termo em língua inglesa que se refere à luminância difusa do céu noturno, sem considerar fontes de luz discretas como estrelas visíveis ou a refletância da Lua. É um aspecto comumente notado da poluição luminosa. Enquanto geralmente se refere à luminância celeste oriunda de iluminação artificial, skyglow pode envolver qualquer fonte noturna de luz difusa, incluindo fenômenos naturais como luz zodiacal, radiação eletromagnética e luminescência atmosférica. No contexto da poluição luminosa, skyglow surge do uso de fontes artificiais de luz, englobando iluminação elétrica (ou iluminação a gás), utilizada para alumbramento ou publicidade, e chamas/labaredas de gás natural.

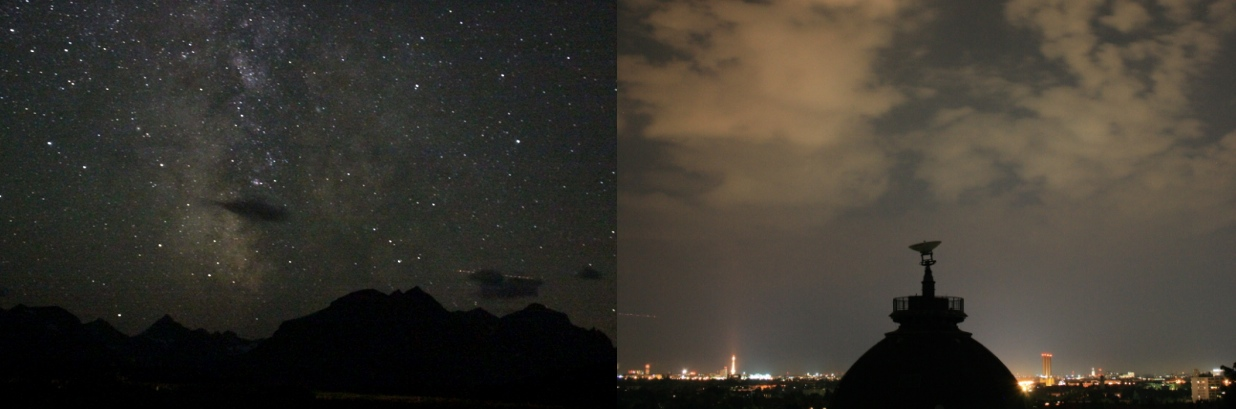
Noites sem luar em áreas remotas fazem com que as nuvens apareçam escuras em contraste com o céu (à esquerda)
Já próximo de ou em áreas urbanizadas, skyglow é intensamente aumentado pelas nuvens (à direita)